# 2. Tennis-Bundesliga (Herren) 2014
Die 2. Tennis-Bundesliga der Herren wurde 2014 zum 14. Mal ausgetragen. Nach einer eingleisigen Gruppierung in den Jahren 2010 bis 2013, wird die Liga ab 2014 wieder in einer Nord- und einer Süd-Gruppe gespielt.
Die Austragung der Spiele erfolgte an insgesamt sieben Spieltagen vom 13. Juli bis 3. August 2014.

## Spieltage und Mannschaften
| Spieltage                                   |
| ------------------------------------------- |
| 1. Spieltag: So., 13. Juli 2014, 11:00 Uhr  |
| 2. Spieltag: Fr., 18. Juli 2014, 13:00 Uhr  |
| 3. Spieltag: So., 20. Juli 2014, 11:00 Uhr  |
| 4. Spieltag: Fr., 25. Juli 2014, 13:00 Uhr  |
| 5. Spieltag: So., 27. Juli 2014, 11:00 Uhr  |
| 6. Spieltag: Fr., 1. August 2014, 13:00 Uhr |
| 7. Spieltag: So., 3. August 2014, 11:00 Uhr |

| Mannschaften Nord               |
| ------------------------------- |
| Bremer TC v. 1912 (A)           |
| Kölner THC Stadion Rot-Weiß (A) |
| Oldenburger TeV (A)             |
| RTHC Bayer Leverkusen (A)       |
| Solinger Tennis-Club 1902 (A)   |
| TC 1899 Blau-Weiss Berlin (A)   |
| TK Blau-Weiss Aachen            |
| TV Espelkamp-Mittwald           |

| Mannschaften Süd             |
| ---------------------------- |
| 1. FC Nürnberg               |
| SC Uttenreuth                |
| TC Amberg am Schanzl         |
| TC Bruckmühl-Feldkirchen (A) |
| TC BW Dresden-Blasewitz (A)  |
| TC Großhesselohe             |
| TC Weinheim (A)              |
| TC Wolfsberg Pforzheim       |

## 2. Tennis-Bundesliga (Herren) Nord

### Abschlusstabelle
|     | Mannschaft                      | Begegnungen | Punkte | Matches | Sätze  | Spiele  |
| --- | ------------------------------- | ----------- | ------ | ------- | ------ | ------- |
| 01. | Kölner THC Stadion Rot-Weiß (N) | 7           | 10:4   | 39:24   | 90:57  | 648:516 |
| 02. | TV Espelkamp-Mittwald           | 7           | 10:4   | 35:28   | 80:63  | 607:545 |
| 03. | Oldenburger TeV (N)             | 7           | 8:6    | 32:31   | 73:72  | 615:605 |
| 04. | Solinger Tennis-Club 1902 (N)   | 7           | 8:6    | 32:31   | 68:78  | 545:604 |
| 05. | TC 1899 Blau-Weiss Berlin (N)   | 7           | 8:6    | 31:32   | 74:73  | 596:603 |
| 06. | TK Blau-Weiss Aachen            | 7           | 6:8    | 36:27   | 83:65  | 638:573 |
| 07. | Bremer TC v. 1912 (N)           | 7           | 6:8    | 31:32   | 72:76  | 558:574 |
| 08. | RTHC Bayer Leverkusen (N)       | 7           | 0:14   | 16:47   | 45:101 | 492:679 |

| Zum Saisonende 2014:                                              |
| Aufsteiger in die Bundesliga Absteiger in die Tennis-Regionalliga |

|                      | |
| Zum Saisonende 2013: | |
| (A)                  | Absteiger aus der Bundesliga: keine |
| (N)                  | Neuling, Aufsteiger aus Tennis-Regionalliga: RTHC Bayer Leverkusen, Bremer TC v. 1912, TC 1899 Blau-Weiss Berlin, Solinger Tennis-Club 1902, Oldenburger TeV, Kölner THC Stadion Rot-Weiß |

### Mannschaftskader
| Pos. | Name                    |
| ---- | ----------------------- |
| 1    | Hans Podlipnik-Castillo |
| 2    | Julio Peralta           |
| 3    | Juan-Martín Aranguren   |
| 4    | Matthias Kidler         |
| 5    | Lennert van der Linden  |
| 6    | Axel Finnberg           |
| 7    | Benjamin Birkmann       |
| 8    | Eike-Carsten Trümpler   |
| 9    | Max Wedekämper          |
| 10   | Till Witte              |
| 11   | Paul Gewieß             |
| 12   | Niklas Seyffarth        |
| 13   | Felix Schroeter         |
| 14   |                         |
| 15   |                         |
| 16   |                         |

| Pos. | Name                 |
| ---- | -------------------- |
| 1    | Kamil Čapkovič       |
| 2    | Pavol Červenák       |
| 3    | Oscar Otte           |
| 4    | Filip Prpic          |
| 5    | Marco Pedrini        |
| 6    | Andreas Siljeström   |
| 7    | Tobias Summerer      |
| 8    | Andreas Mies         |
| 9    | Daniel Caracciolo    |
| 10   | Philipp Born         |
| 11   | Yannick Schmitter    |
| 12   | Yannick Stephan Born |
| 13   | Marco Spitzlay       |
| 14   | Ralph Grambow        |
| 15   | Nicolai Gerwald      |
| 16   | Dennis Ehrlich       |

| Pos. | Name                     |
| ---- | ------------------------ |
| 1    | David Rice               |
| 2    | Peđa Krstin              |
| 3    | Stefan Seifert           |
| 4    | Laslo Đere               |
| 5    | Gleb Sakharov            |
| 6    | Michel Dornbusch         |
| 7    | Torsten Wietoska         |
| 8    | Ranjeet Virali-Murugesan |
| 9    | Mattis Wetzel            |
| 10   | Jonas König              |
| 11   | Miles Bugby              |
| 12   | Matjaž Jurman            |
| 13   | Lasse Muscheites         |
| 14   | Gian-Luca Blöcker        |
| 15   | Niklas Brandes           |
| 16   |                          |

| Pos. | Name                    |
| ---- | ----------------------- |
| 1    | Dennis Mertens          |
| 2    | Philip Pakebusch        |
| 3    | Jelle Sels              |
| 4    | Aleksandar Djuranovic   |
| 5    | Botic van de Zandschulp |
| 6    | Christian Hansen        |
| 7    | Yannick Hass            |
| 8    | Sebastian Müller        |
| 9    | Tobias Weiser           |
| 10   | Christian Graff         |
| 11   | David Lembke            |
| 12   | Robert Quella           |
| 13   | Christian Rieger        |
| 14   | Christopher Klein       |
| 15   | Philipp Kuhl            |
| 16   | Leon-Luca Rehbronn      |

| Pos. | Name                 |
| ---- | -------------------- |
| 1    | Ludovic Walter       |
| 2    | Gero Kretschmer      |
| 3    | Alexander Satschko   |
| 4    | Johann Willems       |
| 5    | Victor Vlad Cornea   |
| 6    | Jan Oliver Sadlowski |
| 7    | Patrick Elias        |
| 8    | Marco Tesanovic      |
| 9    | Till Wegner          |
| 10   | Karlson Wegner       |
| 11   | Philip Rottschäfer   |
| 12   | Dennis Schwarz       |
| 13   |                      |
| 14   |                      |
| 15   |                      |
| 16   |                      |

| Pos. | Name                  |
| ---- | --------------------- |
| 1    | Fernando Romboli      |
| 2    | Mathieu Rodrigues     |
| 3    | Friedrich Klasen      |
| 4    | Laurent Recouderc     |
| 5    | Leonardo Tavares      |
| 6    | Laslo Urrutia Fuentes |
| 7    | Bastian Wagner        |
| 8    | Jan Weinzierl         |
| 9    | Isade Juneau          |
| 10   | Pascal Schubert       |
| 11   | Philipp Eberhard      |
| 12   | Florian Jeschonek     |
| 13   | Marc Drwecki          |
| 14   | Fabian Dippner        |
| 15   | Maximilian Schindler  |
| 16   | Jesper Tull Freimuth  |

| Pos. | Name             |
| ---- | ---------------- |
| 1    | Niels Desein     |
| 2    | Boy Westerhof    |
| 3    | Germain Gigounon |
| 4    | Yannick Mertens  |
| 5    | Kimmer Coppejans |
| 6    | Yannik Reuter    |
| 7    | Joris De Loore   |
| 8    | Jeroen Vanneste  |
| 9    | Jannis Kahlke    |
| 10   | Marco Diercks    |
| 11   | Mario Diercks    |
| 12   | Marc Merry       |
| 13   | Mark Philippen   |
| 14   | Steven Gallacher |
| 15   | Roman Petersen   |
| 16   | Robert Dering    |

| Pos. | Name                 |
| ---- | -------------------- |
| 1    | David Guez           |
| 2    | Grégoire Burquier    |
| 3    | Éric Prodon          |
| 4    | Richard Becker       |
| 5    | Enrico Burzi         |
| 6    | Thiago Alves         |
| 7    | Nicolas Renavand     |
| 8    | Luca Vanni           |
| 9    | Franz Stauder        |
| 10   | Federico Torresi     |
| 11   | Jan-Henrik Langhorst |
| 12   | Gunnar Hildebrand    |
| 13   | Wanja Clauß          |
| 14   |                      |
| 15   |                      |
| 16   |                      |

### Ergebnisse
| Datum/Uhrzeit       | Heimmannschaft              | Gastmannschaft              | Matches | Sätze | Spiele |
| ------------------- | --------------------------- | --------------------------- | ------- | ----- | ------ |
| So. 13. Juli 11:00  | Solinger Tennis-Club 1902   | Bremer TC v. 1912           | 5:4     | 10:10 | 74:79  |
| So. 13. Juli 11:00  | RTHC Bayer Leverkusen       | Kölner THC Stadion Rot-Weiß | 2:7     | 5:15  | 58:96  |
| So. 13. Juli 11:00  | Oldenburger TeV             | TC 1899 Blau-Weiss Berlin   | 3:6     | 9:13  | 90:88  |
| So. 13. Juli 11:00  | TK Blau-Weiss Aachen        | TV Espelkamp-Mittwald       | 4:5     | 10:11 | 81:81  |
| Fr. 18. Juli 13:00  | Solinger Tennis-Club 1902   | Kölner THC Stadion Rot-Weiß | 3:6     | 6:15  | 53:99  |
| Fr. 18. Juli 13:00  | RTHC Bayer Leverkusen       | Oldenburger TeV             | 2:7     | 5:15  | 68:102 |
| Fr. 18. Juli 13:00  | Bremer TC v. 1912           | TV Espelkamp-Mittwald       | 6:3     | 12:9  | 71:73  |
| Fr. 18. Juli 13:00  | TC 1899 Blau-Weiss Berlin   | TK Blau-Weiss Aachen        | 3:6     | 6:13  | 79:95  |
| So. 20. Juli 11:00  | Kölner THC Stadion Rot-Weiß | TK Blau-Weiss Aachen        | 5:4     | 13:10 | 103:87 |
| So. 20. Juli 11:00  | Oldenburger TeV             | Bremer TC v. 1912           | 5:4     | 11:10 | 79:84  |
| So. 20. Juli 11:00  | TC 1899 Blau-Weiss Berlin   | RTHC Bayer Leverkusen       | 6:3     | 14:9  | 96:83  |
| So. 20. Juli 11:00  | TV Espelkamp-Mittwald       | Solinger Tennis-Club 1902   | 3:6     | 9:13  | 78:96  |
| Fr. 25. Juli 13:00  | RTHC Bayer Leverkusen       | Bremer TC v. 1912           | 3:6     | 8:13  | 77:90  |
| Fr. 25. Juli 13:00  | Oldenburger TeV             | Kölner THC Stadion Rot-Weiß | 2:7     | 6:14  | 83:98  |
| Fr. 25. Juli 13:00  | TV Espelkamp-Mittwald       | TC 1899 Blau-Weiss Berlin   | 7:2     | 14:5  | 98:62  |
| Fr. 25. Juli 13:00  | TK Blau-Weiss Aachen        | Solinger Tennis-Club 1902   | 4:5     | 10:10 | 89:75  |
| So. 27. Juli 11:00  | Solinger Tennis-Club 1902   | Oldenburger TeV             | 2:7     | 7:15  | 83:94  |
| So. 27. Juli 11:00  | Kölner THC Stadion Rot-Weiß | TC 1899 Blau-Weiss Berlin   | 6:3     | 13:8  | 92:76  |
| So. 27. Juli 11:00  | RTHC Bayer Leverkusen       | TV Espelkamp-Mittwald       | 4:5     | 9:12  | 85:93  |
| So. 27. Juli 11:00  | Bremer TC v. 1912           | TK Blau-Weiss Aachen        | 2:7     | 7:15  | 75:94  |
| Fr. 1. August 13:00 | Solinger Tennis-Club 1902   | RTHC Bayer Leverkusen       | 8:1     | 16:4  | 97:55  |
| Fr. 1. August 13:00 | Kölner THC Stadion Rot-Weiß | TV Espelkamp-Mittwald       | 4:5     | 10:11 | 77:78  |
| Fr. 1. August 13:00 | Oldenburger TeV             | TK Blau-Weiss Aachen        | 6:3     | 13:9  | 94:87  |
| Fr. 1. August 13:00 | TC 1899 Blau-Weiss Berlin   | Bremer TC v. 1912           | 5:4     | 13:9  | 94:78  |
| So. 3. August 11:00 | Bremer TC v. 1912           | Kölner THC Stadion Rot-Weiß | 5:4     | 11:10 | 81:83  |
| So. 3. August 11:00 | TC 1899 Blau-Weiss Berlin   | Solinger Tennis-Club 1902   | 6:3     | 15:6  | 101:67 |
| So. 3. August 11:00 | TV Espelkamp-Mittwald       | Oldenburger TeV             | 7:2     | 14:4  | 97:73  |
| So. 3. August 11:00 | TK Blau-Weiss Aachen        | RTHC Bayer Leverkusen       | 8:1     | 16:5  | 105:66 |

## 2. Tennis-Bundesliga (Herren) Süd

### Abschlusstabelle
|     | Mannschaft                   | Begegnungen | Punkte | Matches | Sätze | Spiele  |
| --- | ---------------------------- | ----------- | ------ | ------- | ----- | ------- |
| 01. | 1. FC Nürnberg               | 7           | 10:4   | 35:28   | 78:71 | 614:603 |
| 02. | TC Wolfsberg Pforzheim       | 7           | 8:6    | 33:30   | 78:69 | 628:612 |
| 03. | SC Uttenreuth                | 7           | 8:6    | 32:31   | 78:69 | 633:561 |
| 04. | TC BW Dresden-Blasewitz (N)  | 7           | 8:6    | 30:33   | 67:81 | 579:643 |
| 05. | TC Bruckmühl-Feldkirchen (A) | 7           | 6:8    | 35:28   | 77:66 | 603:579 |
| 06. | TC Weinheim (N)              | 7           | 6:8    | 32:31   | 70:71 | 560:619 |
| 07. | TC Großhesselohe             | 7           | 6:8    | 27:36   | 70:82 | 605:596 |
| 08. | TC Amberg am Schanzl         | 7           | 4:10   | 28:35   | 69:81 | 586:611 |

| Zum Saisonende 2014:                                              |
| Aufsteiger in die Bundesliga Absteiger in die Tennis-Regionalliga |

|                      |                                                                                   |
| Zum Saisonende 2013: |                                                                                   |
| (A)                  | Absteiger aus der Bundesliga: TC Bruckmühl-Feldkirchen                            |
| (N)                  | Neuling, Aufsteiger aus Tennis-Regionalliga: TC BW Dresden-Blasewitz, TC Weinheim |

### Mannschaftskader
| Pos. | Name              |
| ---- | ----------------- |
| 1    | Andrea Arnaboldi  |
| 2    | Gianluca Naso     |
| 3    | Jonathan Eysseric |
| 4    | Tak Khunn Wang    |
| 5    | Karol Beck        |
| 6    | Daniel Kosakowski |
| 7    | Eduardo Struvay   |
| 8    | David Pérez Sanz  |
| 9    | Matthias Wunner   |
| 10   | Johannes Härteis  |
| 11   | Daniel Uhlig      |
| 12   | Philipp Dittmer   |
| 13   | Samuel Sippel     |
| 14   | Felix Rupp        |
| 15   | Louis Richter     |
| 16   | Philip Woitinek   |

| Pos. | Name                 |
| ---- | -------------------- |
| 1    | Lamine Ouahab        |
| 2    | Adrian Sikora        |
| 3    | Nikola Mektić        |
| 4    | Janez Semrajc        |
| 5    | Dennis Bloemke       |
| 6    | Florin Mergea        |
| 7    | Jean Zietsman        |
| 8    | Christopher Aumüller |
| 9    | André Stenger        |
| 10   | Toma Sorin Rus-Barna |
| 11   | Markus Staudacher    |
| 12   | Fabian Reisch        |
| 13   | Márton Csaba Szabó   |
| 14   | Hannes Ganß          |
| 15   |                      |
| 16   |                      |

| Pos. | Name                    |
| ---- | ----------------------- |
| 1    | Jan Hájek               |
| 2    | José Checa Calvo        |
| 3    | Roman Vögeli            |
| 4    | Ivo Minář               |
| 5    | Maximilian Marterer     |
| 6    | Peter Heller            |
| 7    | Pascal Brunner          |
| 8    | Jan Minář               |
| 9    | Maxi Pongratz           |
| 10   | Sebastian Wagner        |
| 11   | Sebastian Stiefelmeyer  |
| 12   | Albert Wagner           |
| 13   | Christopher Patzanovsky |
| 14   | Alexander Mosgowoi      |
| 15   | Alexander Grau          |
| 16   |                         |

| Pos. | Name              |
| ---- | ----------------- |
| 1    | Fabio Fognini     |
| 2    | Adrian Mannarino  |
| 3    | Michaël Llodra    |
| 4    | Gilles Müller     |
| 5    | Dušan Lojda       |
| 6    | Nicolas Reissig   |
| 7    | Błażej Koniusz    |
| 8    | Mateusz Kowalczyk |
| 9    | Stefan Merunka    |
| 10   | Rainer Eitzinger  |
| 11   | Peter Steinberger |
| 12   | Martin Slanar     |
| 13   | Christoph Steiner |
| 14   | Gerald Kamitz     |
| 15   |                   |
| 16   |                   |

| Pos. | Name              |
| ---- | ----------------- |
| 1    | Andrej Martin     |
| 2    | Uladsimir Ihnazik |
| 3    | Michal Konečný    |
| 4    | Adam Pavlásek     |
| 5    | Michal Schmid     |
| 6    | Marek Michalička  |
| 7    | Juraj Masár       |
| 8    | Christian Haupt   |
| 9    | Ľubomír Majšajdr  |
| 10   | Michal Franěk     |
| 11   | Ralf Steinbach    |
| 12   | Mareno Heinecke   |
| 13   |                   |
| 14   |                   |
| 15   |                   |
| 16   |                   |

| Pos. | Name                |
| ---- | ------------------- |
| 1    | Jan Hernych         |
| 2    | Theodoros Angelinos |
| 3    | Marc Rath           |
| 4    | Arthur De Greef     |
| 5    | Bastian Trinker     |
| 6    | Kevin Krawietz      |
| 7    | Alexander Ritschard |
| 8    | Hannes Wagner       |
| 9    | Dominik Schulz      |
| 10   | Marcel Zimmermann   |
| 11   | Philipp Regnat      |
| 12   | Moritz Trüg         |
| 13   | Marlon Dietrich     |
| 14   |                     |
| 15   |                     |
| 16   |                     |

| Pos. | Name               |
| ---- | ------------------ |
| 1    | Miloslav Mečíř jr. |
| 2    | Rémi Boutillier    |
| 3    | Sadio Doumbia      |
| 4    | Frank Wintermantel |
| 5    | Jonas Lütjen       |
| 6    | Yannick Hanfmann   |
| 7    | Jakob Sude         |
| 8    | Adrien Puget       |
| 9    | Daniel Elsner      |
| 10   | Patrick Knobloch   |
| 11   | Marius Merz        |
| 12   |                    |
| 13   |                    |
| 14   |                    |
| 15   |                    |
| 16   |                    |

| Pos. | Name                   |
| ---- | ---------------------- |
| 1    | Riccardo Bellotti      |
| 2    | Alessandro Bega        |
| 3    | Fabrice Martin         |
| 4    | Marko Lenz             |
| 5    | Alexander Flock        |
| 6    | Denis Gremelmayr       |
| 7    | Holger Fischer         |
| 8    | Andre Wiesler          |
| 9    | Rameez Junaid          |
| 10   | Sami Reinwein          |
| 11   | Gabriel Trujillo Soler |
| 12   | Richard Waite          |
| 13   | Hannes Abt             |
| 14   | Yannis Ockernahl       |
| 15   | Patrick Sell           |
| 16   |                        |

### Ergebnisse
| Datum/Uhrzeit       | Heimmannschaft           | Gastmannschaft           | Matches | Sätze | Spiele |
| ------------------- | ------------------------ | ------------------------ | ------- | ----- | ------ |
| So. 13. Juli 11:00  | 1. FC Nürnberg           | TC Großhesselohe         | 6:3     | 13:8  | 93:85  |
| So. 13. Juli 11:00  | TC BW Dresden-Blasewitz  | TC Amberg am Schanzl     | 5:4     | 12:11 | 90:88  |
| So. 13. Juli 11:00  | TC Bruckmühl-Feldkirchen | SC Uttenreuth            | 4:5     | 9:12  | 77:94  |
| So. 13. Juli 11:00  | TC Weinheim              | TC Wolfsberg Pforzheim   | 4:5     | 10:11 | 87:91  |
| Fr. 18. Juli 13:00  | TC Großhesselohe         | TC Weinheim              | 2:7     | 6:15  | 74:86  |
| Fr. 18. Juli 13:00  | TC Amberg am Schanzl     | TC Wolfsberg Pforzheim   | 5:4     | 10:12 | 80:92  |
| Fr. 18. Juli 13:00  | TC BW Dresden-Blasewitz  | TC Bruckmühl-Feldkirchen | 5:4     | 10:9  | 89:85  |
| Sa. 19. Juli 12:00  | SC Uttenreuth            | 1. FC Nürnberg           | 2:7     | 8:14  | 85:102 |
| So. 20. Juli 11:00  | TC Amberg am Schanzl     | 1. FC Nürnberg           | 6:3     | 14:7  | 94:71  |
| So. 20. Juli 11:00  | TC Wolfsberg Pforzheim   | TC Bruckmühl-Feldkirchen | 3:6     | 8:13  | 82:100 |
| So. 20. Juli 11:00  | TC Weinheim              | TC BW Dresden-Blasewitz  | 4:5     | 9:11  | 80:88  |
| So. 20. Juli 11:00  | TC Großhesselohe         | SC Uttenreuth            | 3:6     | 9:13  | 69:87  |
| Fr. 25. Juli 13:00  | TC Bruckmühl-Feldkirchen | TC Großhesselohe         | 3:6     | 8:14  | 69:92  |
| Fr. 25. Juli 13:00  | SC Uttenreuth            | TC Amberg am Schanzl     | 7:2     | 14:6  | 97:74  |
| Fr. 25. Juli 13:00  | TC Wolfsberg Pforzheim   | TC BW Dresden-Blasewitz  | 5:4     | 13:9  | 96:81  |
| Sa. 26. Juli 13:00  | 1. FC Nürnberg           | TC Weinheim              | 5:4     | 11:9  | 93:84  |
| So. 27. Juli 11:00  | 1. FC Nürnberg           | TC Bruckmühl-Feldkirchen | 5:4     | 12:9  | 89:76  |
| So. 27. Juli 11:00  | SC Uttenreuth            | TC Wolfsberg Pforzheim   | 3:6     | 9:13  | 84:83  |
| So. 27. Juli 11:00  | TC Amberg am Schanzl     | TC Weinheim              | 4:5     | 9:11  | 87:79  |
| So. 27. Juli 11:00  | TC BW Dresden-Blasewitz  | TC Großhesselohe         | 4:5     | 9:11  | 87:79  |
| Fr. 1. August 13:00 | TC Wolfsberg Pforzheim   | TC Großhesselohe         | 6:3     | 14:8  | 102:86 |
| Fr. 1. August 13:00 | TC BW Dresden-Blasewitz  | 1. FC Nürnberg           | 5:4     | 13:11 | 90:81  |
| Fr. 1. August 13:00 | TC Bruckmühl-Feldkirchen | TC Amberg am Schanzl     | 6:3     | 12:8  | 87:83  |
| Fr. 1. August 13:00 | TC Weinheim              | SC Uttenreuth            | 7:2     | 14:6  | 94:77  |
| So. 3. August 11:00 | SC Uttenreuth            | TC BW Dresden-Blasewitz  | 7:2     | 16:4  | 109:62 |
| So. 3. August 11:00 | TC Wolfsberg Pforzheim   | 1. FC Nürnberg           | 4:5     | 10:10 | 89:85  |
| So. 3. August 11:00 | TC Bruckmühl-Feldkirchen | TC Weinheim              | 8:1     | 17:2  | 109:50 |
| So. 3. August 11:00 | TC Großhesselohe         | TC Amberg am Schanzl     | 5:4     | 13:11 | 95:80  |